# Sappington
Sappington és una concentració de població designada pel cens dels Estats Units a l'estat de Missouri. Segons el cens del 2000 tenia 7.287 habitants.

## Demografia
Segons el cens del 2000, Sappington tenia 7.287 habitants, 3.403 habitatges, i 2.038 famílies. La densitat de població era de 1.099 habitants per km².
Dels 3.403 habitatges en un 21,1% hi vivien nens de menys de 18 anys, en un 49,3% hi vivien parelles casades, en un 8,2% dones solteres, i en un 40,1% no eren unitats familiars. En el 36,5% dels habitatges hi vivien persones soles el 19,7% de les quals corresponia a persones de 65 anys o més que vivien soles. El nombre mitjà de persones vivint en cada habitatge era de 2,14 i el nombre mitjà de persones que vivien en cada família era de 2,81.
Per edats la població es repartia de la següent manera: un 18,5% tenia menys de 18 anys, un 6,7% entre 18 i 24, un 23,3% entre 25 i 44, un 25,6% de 45 a 60 i un 25,9% 65 anys o més.
L'edat mediana era de 46 anys. Per cada 100 dones de 18 o més anys hi havia 80 homes.
La renda mediana per habitatge era de 44.117 $ i la renda mediana per família de 57.897 $. Els homes tenien una renda mediana de 43.565 $ mentre que les dones 30.906 $. La renda per capita de la població era de 26.727 $. Entorn del 2,1% de les famílies i el 2,9% de la població estaven per davall del llindar de pobresa.

## Poblacions més properes
El següent diagrama mostra les poblacions més properes.